# Neolygus viridis

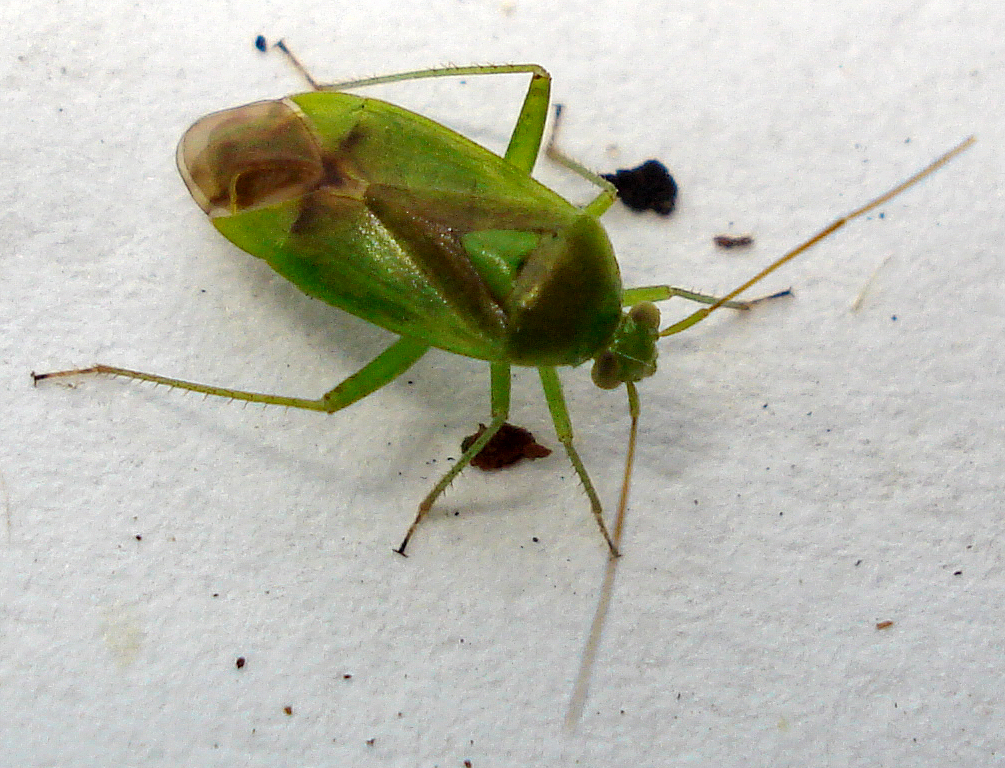
Neolygus viridis

Neolygus viridis (Syn.: Lygocoris viridis) ist eine Wanzenart aus der Familie der Weichwanzen (Miridae).

## Merkmale
Die Wanzen werden 5,5 bis 6,5 Millimeter lang. Die Arten der Gattung Neolygus sind grün und haben einen ovalen Körper, der aber weniger breit ist als bei Apolygus-Arten. Die Sporne der Schienen (Tibien) sind braun und entspringen von schwarzen Punkten. Das zweite Fühlerglied ist länger als das Pronotum an der Basis breit ist. Neolygus viridis kann man von den übrigen Arten der Gattung durch die ausgedehnte schwarze Musterung am Clavus und Corium der Hemielytren unterscheiden. Das zweite Fühlerglied ist an der Spitze dunkler. Die Wanzen sehen auch Orthops campestris ähnlich, diese Art ist jedoch kleiner und hat kürzere Fühler.

## Vorkommen und Lebensraum
Die Art ist in Europa mit Ausnahme der südlichen Teile der Mittelmeerländer und östlich über Sibirien bis nach Ostasien verbreitet. In Deutschland und Österreich ist sie weit verbreitet und kommt an den meisten Orten häufig vor. Besiedelt werden vor allem halbschattige bis offene Orte mit höherer Feuchtigkeit, wie etwa Waldränder oder Auen, man kann die Art aber auch an isoliert stehenden Parkbäumen finden.

## Lebensweise
Die Wanzen leben an Laubbäumen; überwiegend an Linden (Tilia), deutlich seltener auch an Erlen (Alnus), Kreuzdorn (Rhamnus), Weiden (Salix), Birken (Betula), Ahorne (Acer) und Haseln (Corylus). Sie saugen an den Reproduktionsorganen der Pflanzen, weswegen man sie nur an fertilen Pflanzen findet. Manchmal kann man sie dabei beobachten, dass sie auch an Blattläusen und Blattflöhen saugen, gelegentlich ernähren sie sich sogar überwiegend räuberisch. Die Überwinterung erfolgt als Ei. Es wird eine Generation pro Jahr ausgebildet. Die adulten Wanzen treten ab Juni auf, sie sterben bis spätestens September.

## Belege